# 国姓
国姓（こくせい）は、東アジアを中心とした地域で見られる儒教的な世界観および国家観において「君主（もしくは宗室）の姓」を表す概念である。

## 概要
中国における秦朝の嬴姓趙氏や清の愛新覚羅氏、朝鮮半島における李氏朝鮮の李氏などが国姓の例である。
姓を共有する血族集団が重要な社会構成単位でありつづけてきた儒教文化圏の社会においては、当代において天下を治めている天子の姓と同じ姓を有するということは特別な意味を持った。それゆえに、国姓はしばしば恩典として臣下に下賜されることもあり、東アジアの諸地域においては臣下にとって非常に栄誉あることとされた。このような風習を賜姓という。姓以外に名を与えることは、諱を避ける慣習があった地域では極めて稀であった。

### 日本の国姓
日本では、姓は臣籍にある者の身分を表すものであるという考え方が歴史を通じて浸透した結果、宗室にあたる皇室は姓を有しておらず、日本全体を支配する宗室の姓としては国姓は存在しない。またこのことと関連して、日本では皇統が一度も替わったことがないと一般に信じられている（万世一系）。このため日本では中国と異なり、栄典として新たに姓を創設して与えた例はあっても（豊臣氏など）、「国姓」が下賜される風習は存在せず、名の一部を与える風習が存在するのみであった（偏諱）。日本史上にも賜姓という語は登場するが、臣下に対する恩典ではなく、血縁の遠い皇族が臣籍降下する際に臣下としての姓を賜ることから来た言葉である。この様に本姓は朝廷との君臣関係に基づくものであったが、近世になると天下人が武家社会を編成する上で武家領主の身分表象としての名字（氏）を下賜している。豊臣秀吉や徳川幕府が、島津氏や前田氏といった有力大名に「羽柴」「松平」（いずれも豊臣秀吉・徳川家康が若い頃に名乗っていた氏）を与えて疑似的な親族として扱ったのがこれに当たる。

## 国姓に関するエピソード

### 明と国姓爺
中国明末の武将、鄭成功は明から国姓である朱姓の使用を許されたが、これを憚り国姓爺と称された。

## 国姓の一覧

### 中国
- 夏 - 姒姓 夏后
- 殷 - 子
- 周 - 姫
- 春秋戦国時代
  - 東周 - 姫
  - 戦国七雄
    - 秦 - 嬴姓 趙
    - 燕 - 姞もしくは姫
    - 楚 - 羋姓 熊
    - 趙 - 嬴姓 趙
    - 魏 - 姫姓 魏
    - 韓 - 姫姓 韓
    - 斉 - 嬀姓 田
- 秦 - 趙（嬴姓）
- 漢代
  - 前漢 - 劉
  - 新 - 王
  - 後漢 - 劉
- 三国時代
  - 魏 - 曹
  - 呉 - 孫
  - 蜀 - 劉

- 晋 - 司馬
- 五胡十六国時代
  - 前涼 - 張
  - 前趙 - 劉（匈奴）
  - 成漢 - 李（氐）
  - 代 - 拓跋（鮮卑）
  - 後趙 - 石（羯）
  - 前燕 - 慕容（鮮卑）
  - 前秦 - 苻（氐）
  - 後燕 - 慕容（鮮卑）
  - 後秦 - 姚（羌）
  - 西秦 - 乞伏（鮮卑）
  - 後涼 - 呂（氐）
  - 南涼 - 禿髪（鮮卑）
  - 南燕 - 慕容（鮮卑）
  - 西涼 - 李
  - 夏 - 赫連（匈奴）
  - 北燕 - 馮
- 南北朝時代
  - 北朝
    - 北魏 - 拓跋 → 元
    - 西魏 - 元 → 拓跋
    - 東魏 - 元
    - 北周 - 宇文（鮮卑）
    - 北斉 - 高

  - 南朝
    - 宋 - 劉
    - 斉 - 蕭
    - 梁 - 蕭
    - 後梁 - 蕭
    - 陳 - 陳
- 隋 - 楊
- 唐 - 李
- 五代十国時代
  - 五代
    - 後梁 - 朱
    - 後唐 - 李
    - 後晋 - 石
    - 後漢 - 劉
    - 後周 - 柴

  - 十国
    - 前蜀 - 王
    - 後蜀 - 孟
    - 呉 - 楊
    - 南唐 - 李
    - 荊南 - 高
    - 呉越 - 銭
    - 閩 - 王
    - 楚 - 馬
    - 南漢 - 劉
    - 北漢 - 李
- 宋代
  - 宋 - 趙
  - 西夏 - 李
  - 遼 - 耶律（契丹人）
  - 金 - 完顔（女真族）
  - モンゴル帝国 - ボルジギン（モンゴル民族）
- 元 - ボルジギン
- 明 - 朱
- 清 - 愛新覚羅（建州女真族）

### モンゴル
- 匈奴単于国 - 攣鞮

- 柔然可汗国 - 郁久閭
- 突厥可汗国 - 阿史那
- 回鶻可汗国 - 薬羅葛
- モンゴル帝国 - ボルジギン
- 元 - ボルジギン
- 北元 - ボルジギン

### 朝鮮
- 三国時代
  - 高句麗 - 高
  - 新羅 - 3王統（金（慶州金氏）、朴、昔）の交代
  - 百済 - 扶余
  - 伽耶 - 金（金海金氏）
- 南北国時代
  - 統一新羅 - 3王統（金（慶州金氏）、朴、昔）の交代
  - 渤海 - 大
- 後三国時代
  - 新羅 - 3王統（金（慶州金氏）、朴、昔）の交代
  - 後百済 - 甄
  - 後高句麗 - 金
- 高麗 - 王（開城王氏）
- 李氏朝鮮 - 李（全州李氏）
- 北朝鮮 - 金（全州金氏）

### 雲南
- 大理国 - 段
- 梁王国 - ボルジギン（モンゴル民族）

### ベトナム
- 南越国 - 趙
- 前李朝 - 李
- 呉朝 - 呉
- 丁朝 - 丁
- 前黎朝 - 黎
- 李氏大越国 - 李
- 陳氏大越国 - 陳
- 胡氏大虞国 - 胡
- 後陳朝 - 陳
- 黎氏大越国 - 黎
- 南北朝時代
  - （北朝）莫朝 - 莫
  - （南朝）黎氏大越国 - 黎
- 阮氏大越国 - 阮（西山阮氏）
- 阮氏大南国 - 阮（広南阮氏）

### 琉球
- 琉球王国 - 尚（第一尚氏・第二尚氏）